# 青山忠元
青山 忠元（あおやま ただもと）は、安土桃山時代の武将。織田氏、丹羽氏、豊臣氏の家臣。越前国丸岡城主。

## 略歴
青山宗勝の子として誕生する。父の宗勝は丹羽長秀に仕えていたが、忠元は父から離れ、小姓として織田信長に仕えた。
天正6年（1578年）1月、信長が織田家の重臣たちに杯を振る舞った際には酌を務め、天正8年（1580年）に石山本願寺が降伏した際には誓紙を見届けるための検使として天王寺に遣わされた（『信長公記』）。
天正10年（1582年）6月の本能寺の変後は長秀に仕えて近習を務めるが（『兼見卿記』）、天正13年（1585年）閏8月、主家に内紛が起きると丹羽長重の元から離れて父とともに羽柴秀吉の家臣となった。
天正16年（1588年）の聚楽第行幸では秀吉の前駆を務めた（『聚楽行幸記』）。
天正18年（1590年）の小田原征伐では父の名代として従軍した。また、このときは豊臣秀次の下にあり、600人を率いている。
慶長5年（1600年）の関ヶ原の戦いでは父とともに西軍に属した。同年8月に東軍の前田利長が大聖寺城攻撃を企図していることを知ると、忠元は城主の山口宗永のもとを訪れて籠城を提議するも、同城が落城した際、忠元は救援に向かわなかったという（『伊達家文書』、『武家事紀』）。戦後、父とともに改易された。その後の消息は不明。